# Super Bock Group
 (novembre 2024).
 (novembre 2024).
La mise en forme du texte ne suit pas les recommandations de Wikipédia : il faut le « wikifier ».
Les points d'amélioration suivants sont les cas les plus fréquents. Le détail des points à revoir est peut-être précisé sur la page de discussion.
- Les titres sont pré-formatés par le logiciel. Ils ne sont ni en capitales, ni en gras.
- Le texte ne doit pas être écrit en capitales (les noms de famille non plus), ni en gras, ni en italique, ni en « petit »…
- Le gras n'est utilisé que pour surligner le titre de l'article dans l'introduction, une seule fois.
- L'italique est rarement utilisé : mots en langue étrangère, titres d'œuvres, noms de bateaux, etc.
- Les citations ne sont pas en italique mais en corps de texte normal. Elles sont entourées par des guillemets français : « et ».
- Les listes à puces sont à éviter, des paragraphes rédigés étant largement préférés. Les tableaux sont à réserver à la présentation de données structurées (résultats, etc.).
- Les appels de note de bas de page (petits chiffres en exposant, introduits par l'outil «  Source ») sont à placer entre la fin de phrase et le point final[comme ça].
- Les liens internes (vers d'autres articles de Wikipédia) sont à choisir avec parcimonie. Créez des liens vers des articles approfondissant le sujet. Les termes génériques sans rapport avec le sujet sont à éviter, ainsi que les répétitions de liens vers un même terme.
- Les liens externes sont à placer uniquement dans une section « Liens externes », à la fin de l'article. Ces liens sont à choisir avec parcimonie suivant les règles définies. Si un lien sert de source à l'article, son insertion dans le texte est à faire par les notes de bas de page.
- La présentation des références doit suivre les conventions bibliographiques. Il est recommandé d'utiliser les modèles {{Ouvrage}}, {{Chapitre}}, {{Article}}, {{Lien web}} et/ou {{Bibliographie}}. Le mode d'édition visuel peut mettre en forme automatiquement les références.
- Insérer une infobox (cadre d'informations à droite) n'est pas obligatoire pour parachever la mise en page.

Pour une aide détaillée, merci de consulter Aide:Wikification.
Si vous pensez que ces points ont été résolus, vous pouvez retirer ce bandeau et améliorer la mise en forme d'un autre article.
 (novembre 2024).
Si vous disposez d'ouvrages ou d'articles de référence ou si vous connaissez des sites web de qualité traitant du thème abordé ici, merci de compléter l'article en donnant les références utiles à sa vérifiabilité et en les liant à la section « Notes et références ».
Le Groupe Super Bock (ou Super Bock Group) est une compagnie portugaise, spécialisé dans les boissons, majoritairement détenu par Carlsberg (directement et via la holding Viacer), dont le produit principal est la bière Super Bock. 

## Structure
Le Groupe Super Bock est une société à capital majoritairement portugais et avec un centre de décision au Portugal, détenue à 56% par VIACER (Violas SGPS et Grupo Carlsberg) et à 44% par le Groupe Carlsberg. Depuis 2018 la holding Viacer est formée, à son tour, par le groupe Carlsberg à 28,5% et Violas (71,5%). De ce fait Carlsberg détient environ 60% des parts de Super Bock Group.
C'est le plus grand exportateur portugais de bière - une opération qui atteint déjà plus de 50 pays, principalement à travers la Super Bock , qui est la bière portugaise la plus vendue au monde.
La société suit une stratégie multimarque et multimarchés centrée sur le secteur de la bière et de l'eau en bouteille mais qui s'étend aux segments des boissons gazeuses, du cidre et du vin. Le Groupe Super Bock est également associé à la production et à la commercialisation de malt et possède des actifs dans la zone touristique, les parcs récréatifs et thermaux de Vidago et Pedras Salgadas, tous deux situés dans la région de Trás-os-Montes.

## Histoire

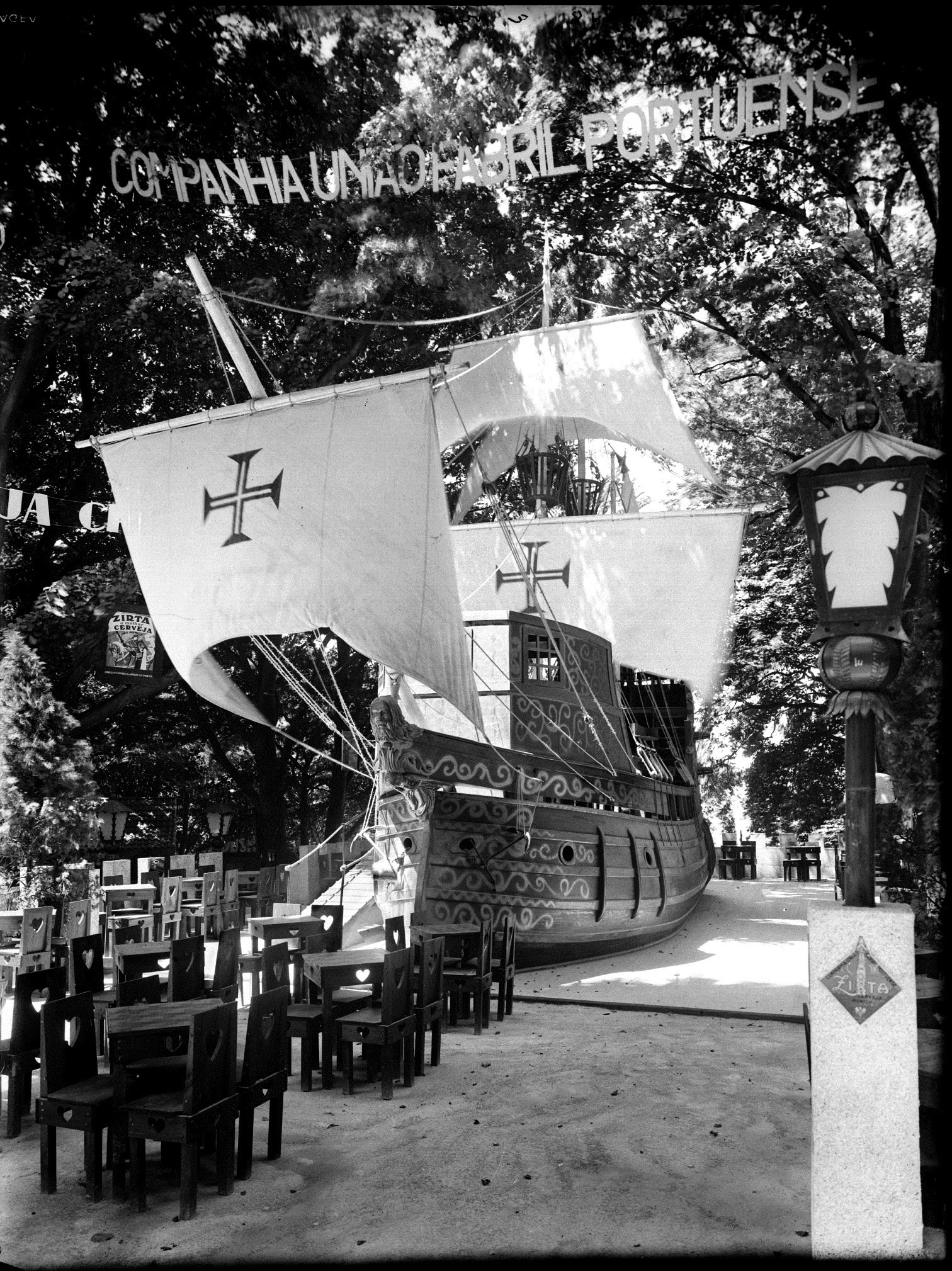
Présence de la Companhia União Fabril Portuense das Fábricas de Cerveja e Bebidas Refrigerantes (CUFP) à l'Exposition coloniale portugaise en 1934.

### - Origines de 1890 à 1950
Les origines de l'entreprise remontent aux débuts de l'industrialisation du secteur des boissons, dans la seconde moitié du XIXe siècle, lorsque, le 7 mars 1890 , CUFP - Companhia União Fabril Portuense das Fábricas de Cerveja a été créée et Soft Drinks - qui peut être considérée comme la mère de l'actuelle entreprise de boissons, avec un capital initial de 125 contos de réis. Parmi les sept usines qui ont rejoint ce projet, certaines existaient déjà depuis plusieurs décennies.
- Nationalisation et création d'Unicer (1960-1980)
Durant la période révolutionnaire , la CUFP sera nationalisée le 30 août 1975. En décembre 1977, l'État restructure le secteur, regroupant les cinq entreprises nationalisées en deux, Centralcer , et Unicer - União Cervejeira (regroupant CUFP, União Cervejeira de Portugal et COPEJA).
En 1988, par le décret-loi n° 353/88, Unicer a été transformée en une « société publique à capital public majoritaire » sous le nom d' Unicer - União Cervejeira, SA . La productivité a plus que triplé entre 1979 et 1989 et, à la fin de la décennie, les ventes de bière Unicer dépassaient 300 millions de litres. C'est également au cours de cette période qu'Unicer a commencé à se concentrer de manière constante sur les exportations, dépassant, en 1983, le million de litres de bière exportés, pour atteindre plus de 4 millions de litres en 1988.
- Reprivatisation et croissance  de 198 à 1999
Les indicateurs économiques et financiers d'Unicer dans les années 80 ont justifié son choix par le gouvernement pour entamer le processus de privatisation. Ainsi, le 26 avril 1989, lors d'une séance publique tenue à la Bourse de Porto , 49 % du capital fut privatisé. En 1990, année où l'entreprise a célébré son centenaire , une reprivatisation totale a eu lieu, avec la vente des 51% du capital encore détenus par l'État.
Tout au long des années 90, Unicer a continué à investir dans la modernisation technologique dans tous les secteurs, en augmentant la productivité, en rationalisant et en élargissant le réseau de distribution et en rajeunissant les marques et l'image de l'entreprise. Après 1995, le marché de la bière s'est à nouveau développé, Unicer renforçant son leadership dans le secteur.
La marque Super Bock a élargi sa popularité, avec la participation à des événements importants tels que le festival d'été le plus emblématique Super Bock Super Rock , dont la première édition a eu lieu en 1995, EXPO'98  ou la « campagne Super Bock / Bière officielle de l'année 2000», lancée en 1999.
En 1992, Unicer commence à produire et à vendre la marque danoise Carlsberg au Portugal.
- Restructuration de 2000 à 2005
En 2000, le principal groupe d'actionnaires d'Unicer, ainsi que la société holding Viacer, ont lancé une offre publique d'achat (OPA) et ont commencé à détenir la totalité du capital, à l'exception des actions propres de la société.
Fin 2000, le changement de nom d' Unicer - União Cervejeira, SA , à Unicer - Bebidas de Portugal, SA , a été officialisé. Un an plus tard, l'entreprise change de nature juridique, se transforme en société holding (SGPS) et réorganise et rend autonomes les différentes unités commerciales.
En 2000, Unicer entre dans le secteur du café , avec l'acquisition du capital de la société A Caféeira, SA, ayant également renforcé sa position dans le secteur du vin, avec l'achat de Quinta do Minho et Vimompor - Sociedade Vinícola de Monsoon. En 2002, l'achat de VMPS - Vidago, Melgaço et Pedras Salgadas et son intégration dans Unicer, comprenant les six installations industrielles, parcs naturels et unités thermales et hôtelières et six marques d'eau, ont projeté l'entreprise vers de nouveaux défis. dans le secteur de l'eau en bouteille, ainsi que l'entrée dans le secteur du tourisme.
- Nouveau modèle de gouvernance en 2006
En juin 2006, le modèle de gouvernance d'Unicer a changé, la direction opérationnelle étant assurée par le président du Comité exécutif, poste confié à Antonio de Magalhães Pires de Lima.
Des années plus tard, dans le cas de la bière, activité principale de l'entreprise, toute la production était concentrée à Leça do Balio , où, en 2012, a commencé la construction d'une nouvelle usine, d'une capacité de 450 millions de litres, conçue conformément aux perspectives pour l'activité de l'entreprise pour les vingt prochaines années. Cet investissement dans la centralisation et le développement de ce centre de production correspond à un investissement qui s'élève à 100 millions d'euros.
En juillet 2013, Antonio Pires de Lima a quitté la présidence du Comité exécutif d'Unicer pour occuper le poste de ministre de l'Économie. Il a été remplacé par John Abecasis.
- 125 ans à l'Unicer en 2015
Unicer a célébré son 125e anniversaire le 7 mars 2015, lors d'une cérémonie présidée par le Président de la République , Aníbal Cavaco Silva. La célébration a coïncidé avec l'inauguration du nouveau complexe industriel de Leça do Balio, qui comprend le nouvel entrepôt logistique, le bâtiment du siège social et le centre de production de bière, un investissement de plus de 100 millions d'euros.
Le Centre de Production de Bière se distingue par la combinaison de nouveaux équipements technologiquement supérieurs avec une plus grande capacité de production. Le nouvel entrepôt logistique est une infrastructure entièrement automatisée, avec un circuit de tramway avec connexion directe à l'usine et où il est possible de stocker 40 mille palettes et de déplacer 12 mille palettes par jour. Le nouveau siège social, inauguré en septembre 2014, comprend une plaque extérieure (Système d'Isolation Thermique et Acoustique) qui permet de réduire la consommation d'énergie d'environ 30 %.
La durabilité était une préoccupation majeure dans ce travail, et des indicateurs très positifs ont été obtenus. Dans la nouvelle unité de production et de conditionnement, la consommation électrique a été réduite de 23 % ; consommation d'eau de 12%; et la consommation d'énergie thermique de 34%. Le nouveau bâtiment est actuellement en cours d'obtention de la certification LEED, une norme qui couvre un ensemble de critères pour la conception, la construction et l'exploitation de bâtiments de manière écologiquement durable.
Également pour marquer le 125e anniversaire de l'entreprise, Unicer a lancé le livre "Unicer, une longue histoire", écrit par le professeur Gaspar Martins Pereira et préfacé par le journaliste Júlio Magalhães.
- Nouvelle identité en 2017
Le 10 novembre 2017, Unicer a annoncé que l'entreprise aurait une nouvelle identité et s'appellerait Super Bock Group, lors d'une cérémonie présidée par le président de la République , Marcelo Rebelo de Sousa  . Ce nouveau nom d'Unicer vise à symboliser ses brasseurs qualifiés et à poursuivre sa stratégie de croissance au Portugal ainsi qu'à renforcer son expansion internationale à travers sa marque principale, Super Bock , présente dans plus de 50 pays  . Les plus de 1.200 salariés du groupe ont appris la nouvelle la veille, lors d'une réunion célébrant le 90e anniversaire de Super Bock.

## Internationalisation de la marque
Actuellement, le groupe Super Bock exerce des opérations commerciales dans plus de 50 pays répartis sur cinq marchés principaux : Angola , reste de l'Afrique , Europe , Amérique , Pacifique et Moyen-Orient.
Depuis les années 2000 , l'entreprise a considérablement développé ses exportations. En 2006, elle a déjà exporté environ 117 millions de litres de bière et 23 millions de litres d'eau, ce qui représente environ 18 % de son activité totale (contre 6 % en 2000).
En 2012, Unicer a exporté plus de 220 millions de litres de boissons, ce qui représente près de 34 % de son chiffre d'affaires total. Dans le secteur de la bière, le marché étranger est encore plus important, Unicer exportant plus de 40 % de la bière totale qu'elle produit.
Les marchés angolais et européens sont ceux qui contribuent le plus à la croissance d'Unicer, qui occupe une position de premier plan dans le leadership des exportations de bière portugaise.
Le principal marché étranger reste l' Angola  , un pays où Super Bock occupe la première place parmi les marques de bière importées.
Au Brésil , Água das Pedras a assuré, au cours de la première année d'internationalisation dans ce pays (2013), une présence dans 350 points de vente, parmi lesquels des restaurants, des épiceries fines, des hôtels, des bars et des commerces de détail haut de gamme. La marque leader d'eau gazeuse au Portugal investit également aux États-Unis.
En août 2013, les premiers conteneurs d'un demi-million de litres de Super Bock sans alcool à 0,0% sont arrivés en Arabie Saoudite  - grâce à un processus de désalcoolisation qui n'inclut pas l'interruption de la phase de fermentation et permet la conservation des caractéristiques essentielles de bière. Après l'expérience en Arabie Saoudite, avec Super Bock sans alcool, le groupe Super Bock souhaite étendre sa présence au Moyen-Orient.
La planification des activités internationales du Groupe Super Bock se concentre sur le développement et la mise en œuvre de projets structurants, dans différentes zones géographiques, telles que les États-Unis d'Amérique , le Mozambique et plusieurs pays européens.

## Autres marques du groupe

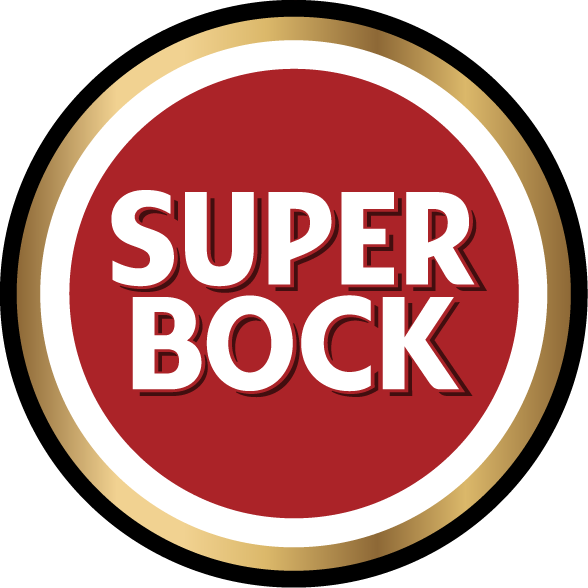

### Bières
- Super Bock
- Cristal
- Cheers
- Moussy

### Boissons gazeuses
- Frisumo
- Frutis
- Snappy
- Guaraná Brasil
- Frutea

### Eaux
- Pedras Salgadas
- Vitalis
- Vidago
- Melgaço

### Vins
- Quinta do Minho
- Campo da Vinha
- Porta Nova
- Vinha das Garças
- Vinha de Mazouco
- Planura
- Monte Sacro
- Vini
- Vini Sangria

### Cidre
- Somersby

## Centres de production
- Leça do Balio avec le musée Super Bock Casa da Cerveja
- Pierres salées
- Château de Vide
- Caramulo (jusqu'en 2019)
- Expédition
- Melgaço
- Póvoa do Lanhoso
- Poceirão

## Tourisme
L'achat de la totalité du capital de VMPS - Vidago, Melgaço et Pedras Salgadas en 2002, et son intégration dans Unicer - y compris les vastes parcs naturels et les unités thermales et hôtelières - ont permis d'entrer dans le secteur du tourisme.
En 2005, le projet Aquanattur (Projet Industriel et Touristique de Pedras Salgadas et Vidago) a été lancé, avec un investissement majeur dans la requalification de ces parcs.
- Spa et parc naturel Pedras Salgadas
Pedras Salgadas Spa & Nature Park est un complexe touristique, où l'hébergement est proposé dans 12 « éco-maisons », de petites maisons construites en bois et en ardoise , composées de huit modules installés autour de la nature , afin qu'aucun des arbres ne soit abattu. Ce projet a été conçu par l'architecte Luís Rebelo de Andrade. L'ancienne station thermale abrite le Spa Thermal, rénové par l'architecte Siza Vieira.
En plus des 12 maisons du projet initial, les « éco-maisons » (dont l'architecture a déjà été récompensée), le parc compte également deux « cabanes dans les arbres », des maisons plus petites qui s'élèvent entre les arbres en créant l'imagination de vraies cabanes dans les arbres.
- Hôtel Vidago Palace
Le Vidago Palace Hotel dispose de 70 chambres et suites, certaines avec patios privés, réparties sur quatre étages. L' hôtel , élevé au rang de catégorie cinq étoiles, a rouvert ses portes au public en 2010 avec un spa thermal et un parcours de golf 18 trous rénové.

## Responsabilité sociale
Le Groupe Super Bock se consacre à 5 domaines, considérés comme la priorité de l'entreprise : l'empreinte écologique ; Collaborateurs ; Communauté ; Partenaires commerciaux ; et Consommateur , à travers la promotion d'une consommation responsable et la promotion d'un mode de vie actif et social.
Dans ces domaines, certains projets se démarquent :
- En 2006, Unicer a lancé le projet EnSave, conçu en collaboration avec Danfoss Solutions, qui a permis d'économiser, à Leça do Balio, 90 millions de litres d'eau, 3 600 MW d'électricité et 26 % de la consommation de dioxyde de carbone.
- En 2007, Unicer a reçu le prix « Citoyenneté des Entreprises et des Organisations » décerné par l'AESE (Association pour les Etudes Supérieures de l'Entreprise).
- En 2008, Unicer a lancé deux projets visant à créer des prix récompensant le talent et l'innovation nationaux et internationaux . Le premier était le « Innovation Product Award », en collaboration avec COTEC , pour récompenser les produits innovants développés sur le sol portugais.
- Le Prix National des Industries Créatives, en collaboration avec la Fondation Serralves et avec le soutien d'un réseau de partenaires stratégiques dans divers secteurs, a été un autre prix lancé en 2008. Ce prix, qui en est à sa 7ème édition, est devenu une porte d'entrée pour la création et la génération de nombreuses entreprises dans le domaine de la créativité et de la culture , à tel point qu'elle a remporté, en 2012, le Prix européen de promotion des entreprises.
- En novembre 2009, Unicer a signé les lettres d'engagement promues par l'APAN et la FIPA – « Publicité destinée aux enfants » et « Reformulation nutritionnelle et information des consommateurs » – en vue de promouvoir des modes de vie plus sains et de lutter contre les mauvaises habitudes alimentaires.
- Unicer collabore avec des universités, ayant été reconnue par la Faculté d'Ingénierie de l' Université de Porto pour la pertinence de sa collaboration dans des projets avec cette université, notamment avec les départements de Génie Chimique , Génie Biologique et Génie et Gestion Industriels ;  et l'École d'Ingénierie de l' Université du Minho (EEUM) pour leur soutien continu aux projets d'enseignement et de recherche de cette École, en particulier avec le Département de Génie Biologique.
- Le 5 décembre 2013, plus d'une centaine de salariés sont descendus dans la rue et se sont impliqués dans une grande action bénévole auprès des institutions, des familles et/ou des personnes en situation de plus grande vulnérabilité et/ou besoin.
- CAIS Recicla, un projet d'entrepreneuriat social créé par CAIS et Unicer, a été distingué et reconnu par le Président de la République, Cavaco Silva, en 2013, pour son travail visant à promouvoir la formation socioprofessionnelle des personnes en situation de pauvreté et d'exclusion sociale. .
Selon les dernières données de la Direction générale des statistiques de l'éducation et de la science (DGEEC), publiées en février 2015, relatives aux entreprises ayant dépensé le plus en activités de R&D en 2012 au Portugal : 
- le Groupe Unicer maintient la 2ème place dans la liste des entreprises/groupes des industries chimique, pharmaceutique et agroalimentaire ayant le plus de dépenses intra-muros en activités de R&D en 2012.
- le Groupe Unicer s'est hissé à la 5ème place sur la liste des entreprises/groupes ayant le plus de dépenses intra-muros en activités de R&D en 2012.

## Distinctions
-Unicer
Unicer a été distinguée pour l'excellence de ses campagnes d'activation de point de vente lors des prix internationaux POPAI. Au total, elle a reçu 9 prix (Indiens), 4 d'or, 3 d'argent et 2 de bronze, étant l'entreprise productrice nationale et internationale la plus récompensée de cette édition.
En 2011, le rapport de gestion 2010 d'Unicer a été distingué dans la catégorie « Rapports annuels » comme pièce d' excellence en design , par les Red Dot Awards : Communication Design.
Fin mai 2015, le livre commémorant le 125e anniversaire d'Unicer, « Unicer, une longue histoire », a remporté le Grand Prix de l'année et le Grand Prix dans la catégorie « Livres », dans le cadre des Papies'15. awards , qui récompense le meilleur de la communication graphique au niveau international.
- Marques
En 2002, année où elle a célébré son 75ème anniversaire, Super Bock est devenue la première bière portugaise (et l'une des premières en Europe) à recevoir une certification de qualité.
En 2009, Água das Pedras a renforcé sa place sur la scène nationale en étant la première marque d'eau portugaise à recevoir l'ITKY ( Prix du Goût Supérieur ). En 2011 et 2012, Água das Pedras a reçu le Superior Taste Award , un prix décerné par l' International Taste & Quality Institute.
En 2012, les bières Carlsberg et Super Bock, produites par Unicer, ont été distinguées par le groupe Carlsberg , à l'échelle internationale, comme les bières de la plus haute qualité.
Lors de l'édition 2014 du concours international Monde Selection, les marques Pedras et Super Bock ont reçu respectivement la grande médaille d'or et la médaille d'or. Super Bock est la seule marque du marché à avoir remporté 36 médailles d'or, 32 consécutives, au concours international Monde Selection da la Qualité.
- Tourisme
En 2012, le Parc Spa & Nature Pedras Salgadas, de l'architecte Luís Rebelo de Andrade , a été le grand gagnant du prix Bâtiment de l'année 2012 , décerné par ArchDaily, dans la catégorie « Hôtels et restaurants ».
En 2014, le projet Pedras Salgadas Spa & Nature Park a été distingué comme Meilleur Resort dans le cadre du Travel+Leisure Design Award . Le développement touristique du Vidago Palace Hotel a également été récompensé aux World Luxury Hotel Awards 2014.